# Векторная авторегрессия
Векторная авторегрессия (VAR, Vector AutoRegression) — модель динамики нескольких временных рядов, в которой текущие значения этих рядов зависят от прошлых значений этих же временных рядов. Модель предложена Кристофером Симсом как альтернатива системам одновременных уравнений, которые предполагают существенные теоретические ограничения. VAR-модели свободны от ограничений структурных моделей. Тем не менее, проблема VAR-моделей заключается в резком росте количества параметров с увеличением количества анализируемых временных рядов и количества лагов.

## Формальное представление
Фактически VAR — это система эконометрических уравнений, каждая из которых представляет собой модель авторегрессии и распределенного лага (ADL). Пусть {\displaystyle y^{i},i=1,\ldots ,k} — {\displaystyle i}-й временной ряд. ADL(p, p)-модель для {\displaystyle i}-го временного ряда будет иметь вид
{\displaystyle y_{t}^{i}=a_{0}^{i}+\sum _{j=1}^{k}a_{1j}^{i}y_{t-1}^{j}+\sum _{j=1}^{k}a_{2j}^{i}y_{t-2}^{j}+\ldots +\sum _{j=1}^{k}a_{pj}^{i}y_{t-p}^{j}+\varepsilon _{t}^{i}.}
Более удобной и компактной однако является векторно-матричная запись модели. Для этого вводится вектор временных рядов {\displaystyle y_{t}=(y_{t}^{1},y_{t}^{2},\ldots ,y_{t}^{k})}. Тогда вышеприведенные уравнения для каждого временного ряда можно записать одним уравнением в векторной форме:
{\displaystyle y_{t}=a_{0}+A_{1}y_{t-1}+A_{2}y_{t-2}+\ldots +A_{p}y_{t-p}+\varepsilon _{t}=a_{0}+\sum _{m=1}^{p}A_{m}y_{t-m}+\varepsilon _{t},}
где {\displaystyle A_{m}} — матрицы элементов {\displaystyle a_{mj}^{i}}.
Это и есть модель векторной авторегрессии порядка p — VAR(p).
Приведенная модель является замкнутой, в том смысле, что в качестве объясняющих переменных выступают только лаги эндогенных (объясняемых) переменных. Однако, ничто не мешает дополнить модель некоторыми экзогенными переменными и их лагами, например, до порядка q. Такую модель называют открытой. В матричном виде её можно представить следующим образом:
{\displaystyle y_{t}=a_{0}+\sum _{m=1}^{p}A_{m}y_{t-m}+\sum _{n=0}^{q}B_{n}x_{t-n}+\varepsilon _{t}.}

## Операторное представление
Ещё более простую форму имеют модели векторной авторегрессии в операторной форме с использованием лагового оператора {\displaystyle L\colon x_{t}\mapsto x_{t-1}}:
{\displaystyle A(L)y_{t}=a_{0}+B(L)x_{t}+\varepsilon _{t},~A(L)=I-\sum _{m=1}^{p}A_{m}L^{m},~B(L)=\sum _{n=0}^{q}B_{n}L^{n}.}
Если корни характеристического полинома {\displaystyle {\rm {det}}(A(z))} лежат вне единичного круга (в комплексной плоскости), то такой процесс векторной авторегрессии является стабильным (аналог понятия стационарности одиночных авторегрессионных моделей). Если условие стабильности выполнено, то допустимо следующее представление VAR-моделей:
{\displaystyle y_{t}=A^{-1}(L)a_{0}+A^{-1}(L)B(L)x_{t}+A^{-1}(L)\varepsilon _{t}=y_{t}=A^{-1}(1)a_{0}+C(L)x_{t}+u_{t}.}
Матричный полином C(L) в данном представлении называется передаточной функцией. Долговременную связь между эндогенными и экзогенными переменными можно получить, подставив в это представление вместо оператора лага единицу:
{\displaystyle y_{t}^{*}=A^{-1}(1)a_{0}+A^{-1}(1)B(1)x_{t}^{*}=A^{-1}(1)a_{0}+C(1)x_{t}^{*}.}
Матрица C(1) называется матрицей долгосрочных мультипликаторов. Модели VAR также допускают ECM-представление, которую иногда называют векторной моделью исправления ошибок (VEC).

## VAR, VEC и коинтеграция
Рассмотрим эту взаимосвязь на примере простейшей модели VAR(1)
{\displaystyle y_{t}=Ay_{t-1}+\varepsilon _{t}.}
Пусть C-матрица собственных векторов матрицы A. Пусть {\displaystyle x_{t}=C^{-1}y_{t}~\Rightarrow y_{t}=Cx_{t}}. Тогда исходная модель имеет вид
{\displaystyle Cx_{t}=ACx_{t-1}+\varepsilon _{t}~\Rightarrow x_{t}=C^{-1}ACx_{t-1}+C^{-1}\varepsilon _{t}.}
Учитывая, что C-матрица собственных векторов матрицы А, получаем, что {\displaystyle C^{-1}AC=\Lambda } — диагональная матрица из собственных значений матрицы A. То есть такое преобразование позволило получить совокупность AR(1)-моделей:
{\displaystyle x_{t}^{i}=\lambda _{i}x_{t-1}^{i}+u_{t}^{i}.}
Условие стационарности AR(1)-процессов известно и очень простое: коэффициент авторегрессии по модулю должен быть меньше 1. Если условия стационарности выполнены хотя бы для одного из этих уравнений (то есть у матрицы A хотя бы одно из собственных значений по модулю меньше 1), то получаем, что имеется стационарная линейная комбинация исходных временных рядов. Если исходные ряды являются нестационарными I(1)-рядами, то есть интегрированными первого порядка, то это означает, что исходные временные ряды будут коинтегрированными. Количество таких собственных значений равно рангу коинтеграции. Если ранг коинтеграции равен количеству переменных, то исходные временные ряды являются стационарными (не содержат единичных корней) и можно строить обычную VAR-модель.
Если временные ряды стационарны, то можно построить обычный VAR. Если они интегрированны, но нет коинтеграции, то строится VAR для разностей соответствующего порядка. Если имеется коинтеграция, то строится модель исправления ошибок (VECM).